# الشاذلي خزندار
الشاذلي خزندار (1881-1954) شاعر تونسي، ولد بالقرب من مدينة تونس لواحدة من أسر المماليك نشأ في بلاط تونس، وولي فيه بعض الأعمال ثم أقيل أو استقال فسلك طريق المعارضة السياسية في اعتدال، عده الهادي العبيدي أول شاعر جدد في الشعر التونسي وأتي بما سمي الشعر الشعبي أي الذي يغذي روح الشعب في حركته الوطنية، فكان ديوانه سجلًا للوقائع التي خاضها الشعب من أجل الاستقلال له ديوان مطبوع ومسامرة سماها حياة الشعر وأطواره.

## وصلات خارجية
- الشاذلي خزندار على موقع أرشيف الشارخ.